# Мопане
Colophospermum mopane, зазвичай званий мопане, мопані, бальзамове дерево,  метеликове дерево, або скипидарне дерево, — це дерево з сімейства бобових ( Fabaceae ), яке росте в жарких, сухих низинних районах, на висотах від 200 до 1,150 м над рівнем моря, у північних частинах Південної Африки. Дерево зустрічається лише в Африці і є єдиним видом роду Colophospermum. Його характерне листя у формі метелика (дволисті) і тонка насіннєва коробочка дозволяють його легко впізнати. З точки зору використання людиною це, разом із верблюжою колючкою та свинцевим деревом, одне з трьох регіонально важливих дерев для заготівлі дров.

## Поширення

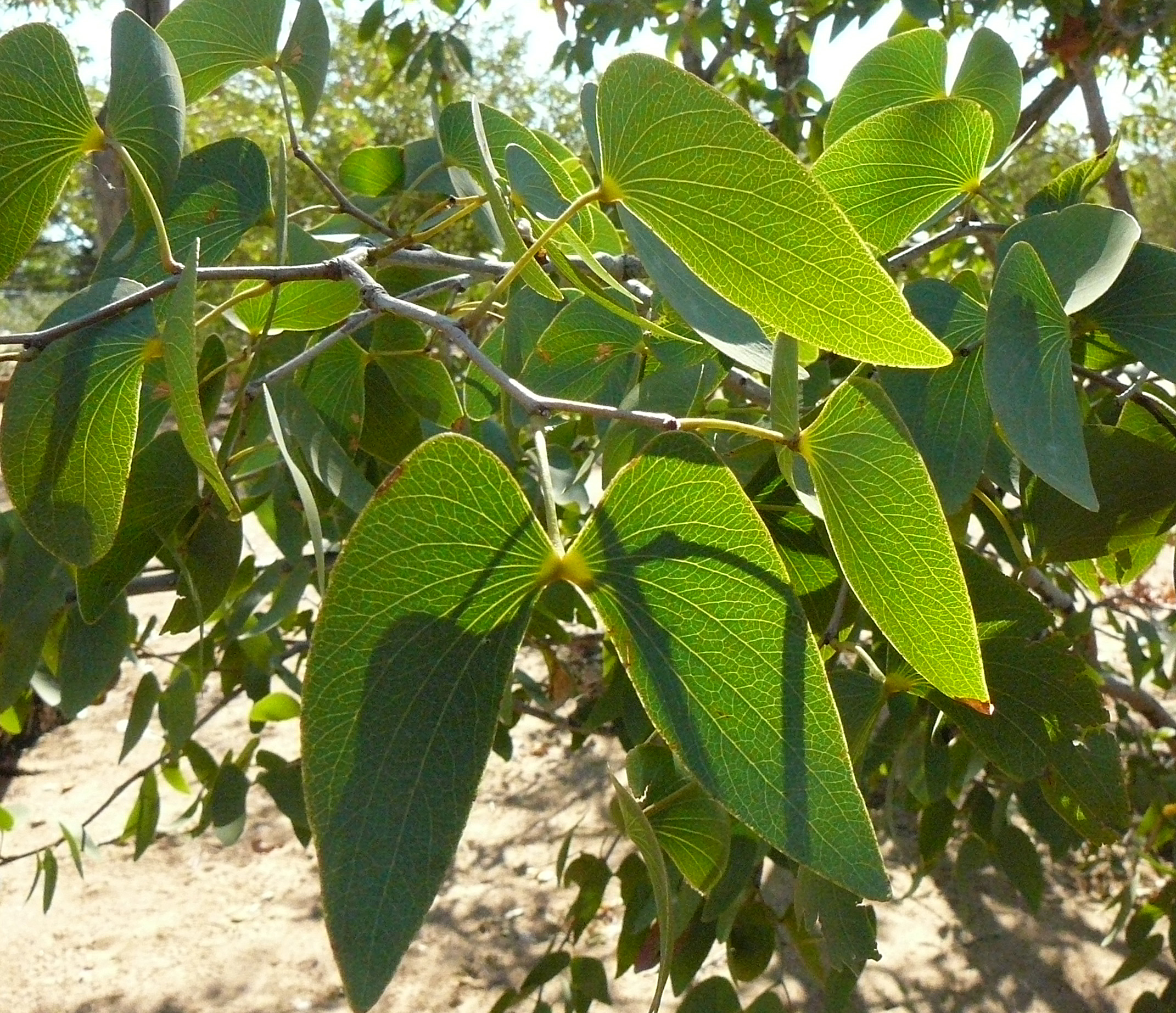
Два листочки є дзеркальними відображеннями один одного і розташовані на спільному черешку.

Мопане є аборигенним видом для Південної Африки, включаючи південну Анголу, Замбію, південь Малаві, Намібію, Ботсвану, Зімбабве, Мозамбік і північну частину Південної Африки. Він росте на лужних (з високим вмістом вапна) ґрунтах, які погано дреновані. Він також росте в алювіальних ґрунтах (ґрунт, що наноситься річками). Там, де він зустрічається, він часто є домінуючою рослиною, часто утворюючи ліси. Висота дерев коливається від 4 до 18 м.

### Екорегіони Мопане
Є два екорегіони, де мопане є переважною рослиною. Ангольські мопанові рідколісся поширені на південному заході Анголи та на півночі Намібії, а мопанові рідколісся Замбезії простягаються через долини річки Замбезі та її приток у Ботсвані, Есватіні, Намібії, Замбії, Зімбабве, Мозамбіку, Малаві та Південній Африці.

## Використання
Деревина мопане є однією з найважчих у південній Африці, її важко обробляти через твердість. Однак це також робить дерево стійким до термітів. З цієї причини його здавна використовували для будівництва будинків і парканів, як залізничні шпали і опори котлованів. Стійкість до термітів і насичений червонуватий колір також роблять його популярним в будівництві підлоги. За межами Африки мопане набуває популярності як важка декоративна деревина, яка використовується, зокрема, для виготовлення акваріумних прикрас, підставок для ламп або скульптур і садових аксесуарів.
Мопане також все частіше використовується для виготовлення музичних інструментів, зокрема дерев’яних духових інструментів. Африканську чорну деревину відповідної якості ( Dalbergia melanoxylon ), яка традиційно використовується для кларнетів, стає все важче знайти. Мопане є досить маслянистим і створює інструменти теплого, насиченого тону. Кларнети з мопане пропонують виробники Seggelke Klarinetten, F. Arthur Uebel і Buffet Crampon.
Гілочки мопане традиційно використовували як зубні щітки, кору — для виготовлення шпагату та дублення шкіри, а листя — для загоєння ран. Деревина також використовується для виготовлення деревного вугілля.
Дерево є основним джерелом їжі для хробака мопане, гусениці молі Gonimbrasia belina. Гусениці мопане багаті білком і вживаються в їжу людьми. Черв'як мопане багатий жирами та містить вітаміни та мінерали, такі як залізо, кальцій і фосфор. Дерево також діє як кормова рослина для дикого шовкопряда молі Gonometa rufobrunnea. Кокони молі збирають як дикий шовк для виготовлення тканини.
Індустрія збору гусениці мoпane створює робочі місця та служить джерелом доходу для більшості сільських жінок в місцях поширення дерева мопане. Заготівельники продають його в села та міста.

## Галерея

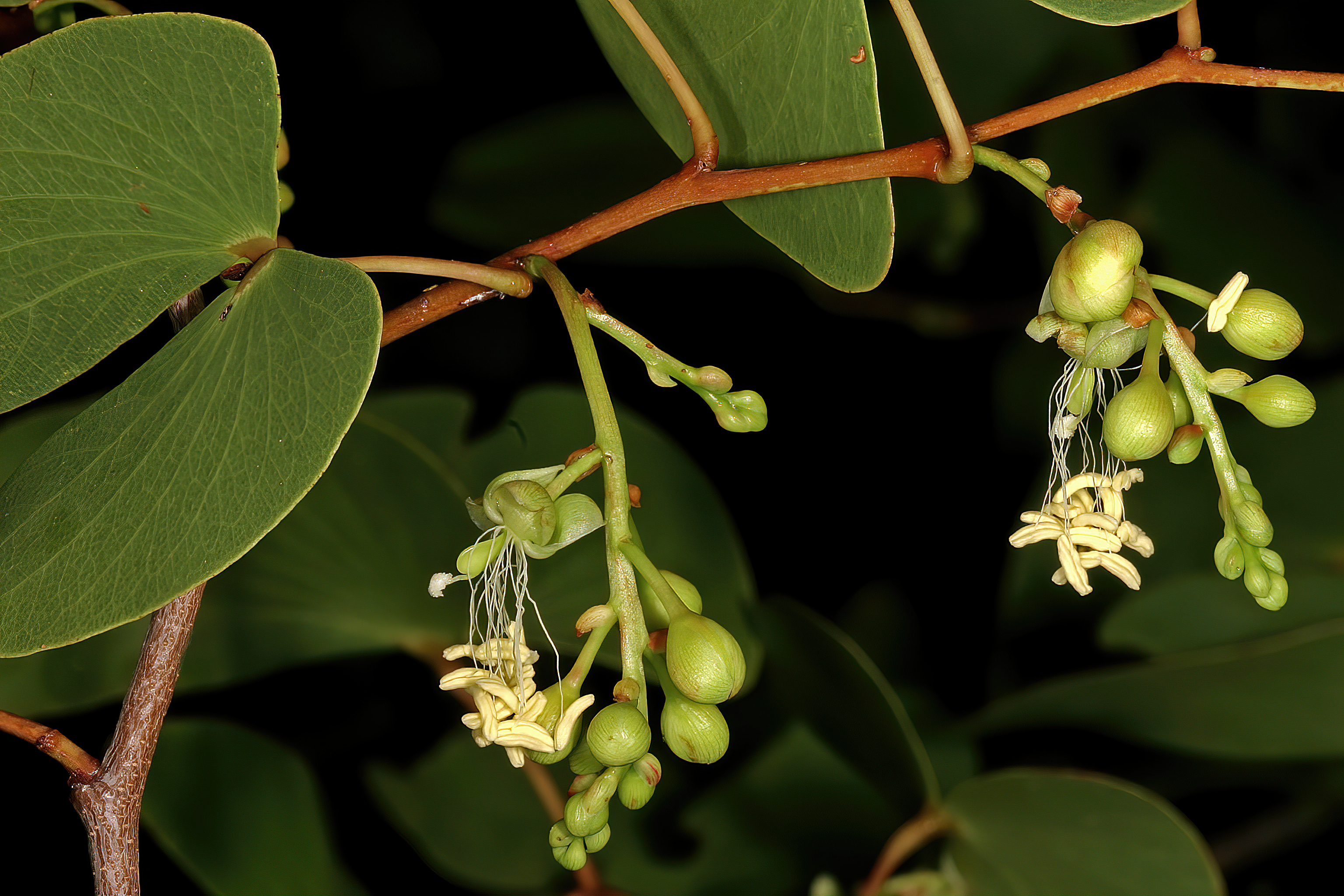
Суцвіття утворюються в середині літа
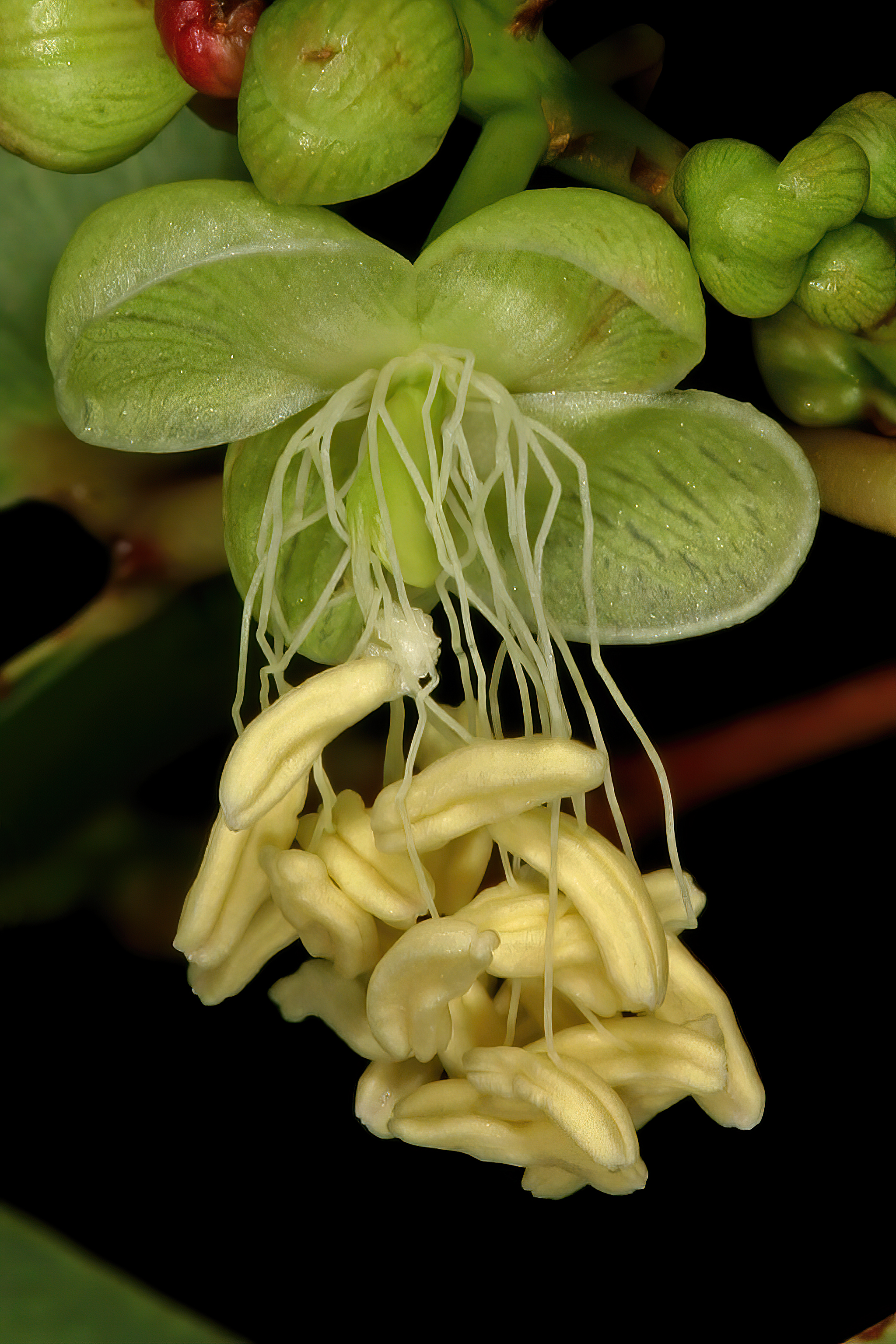
Квітка, що запилюється вітром
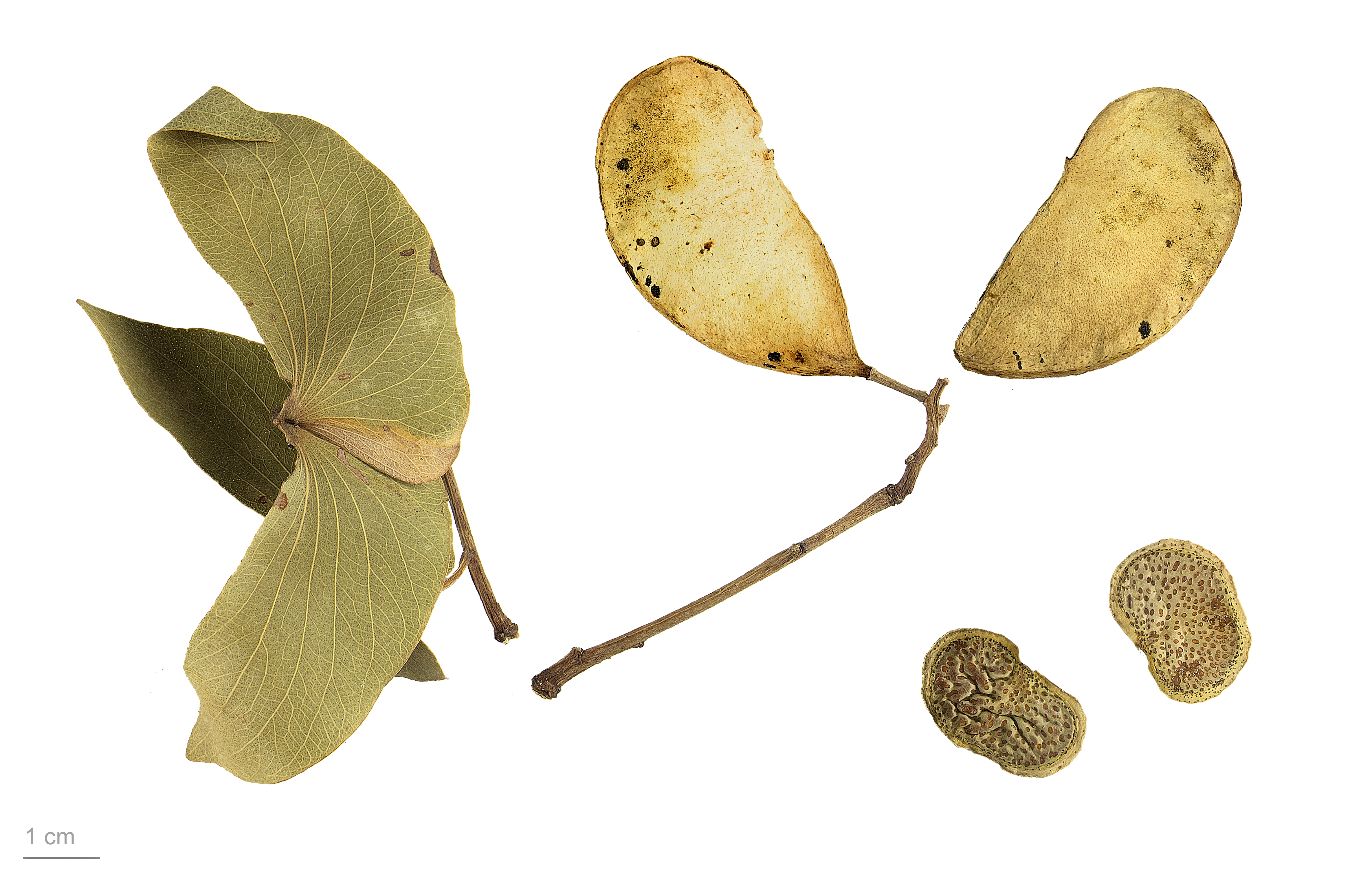
Сухе листя, насіннєві коробочки і два насіння (внизу праворуч) - MHNT
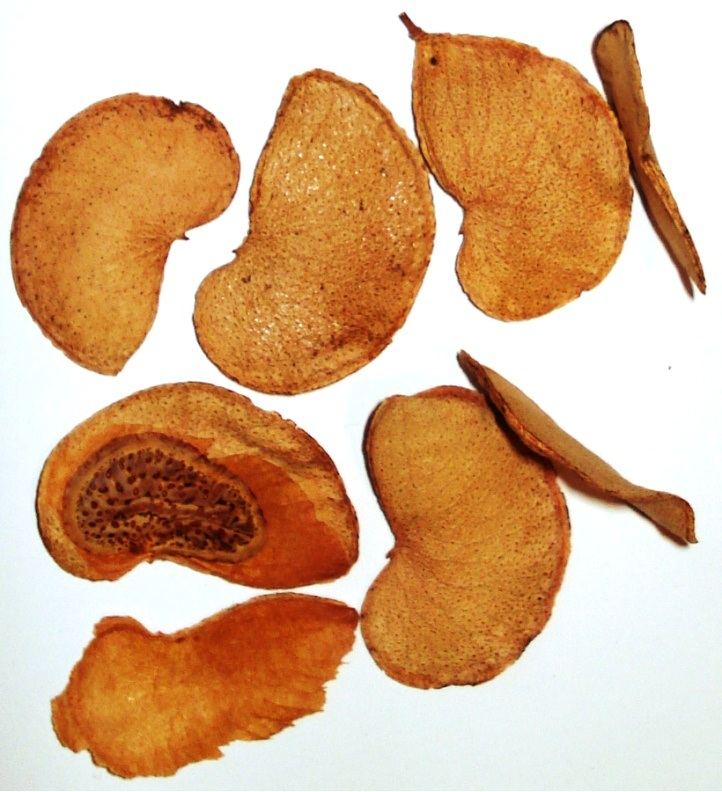
Плід — стручок, що містить по одній насінині
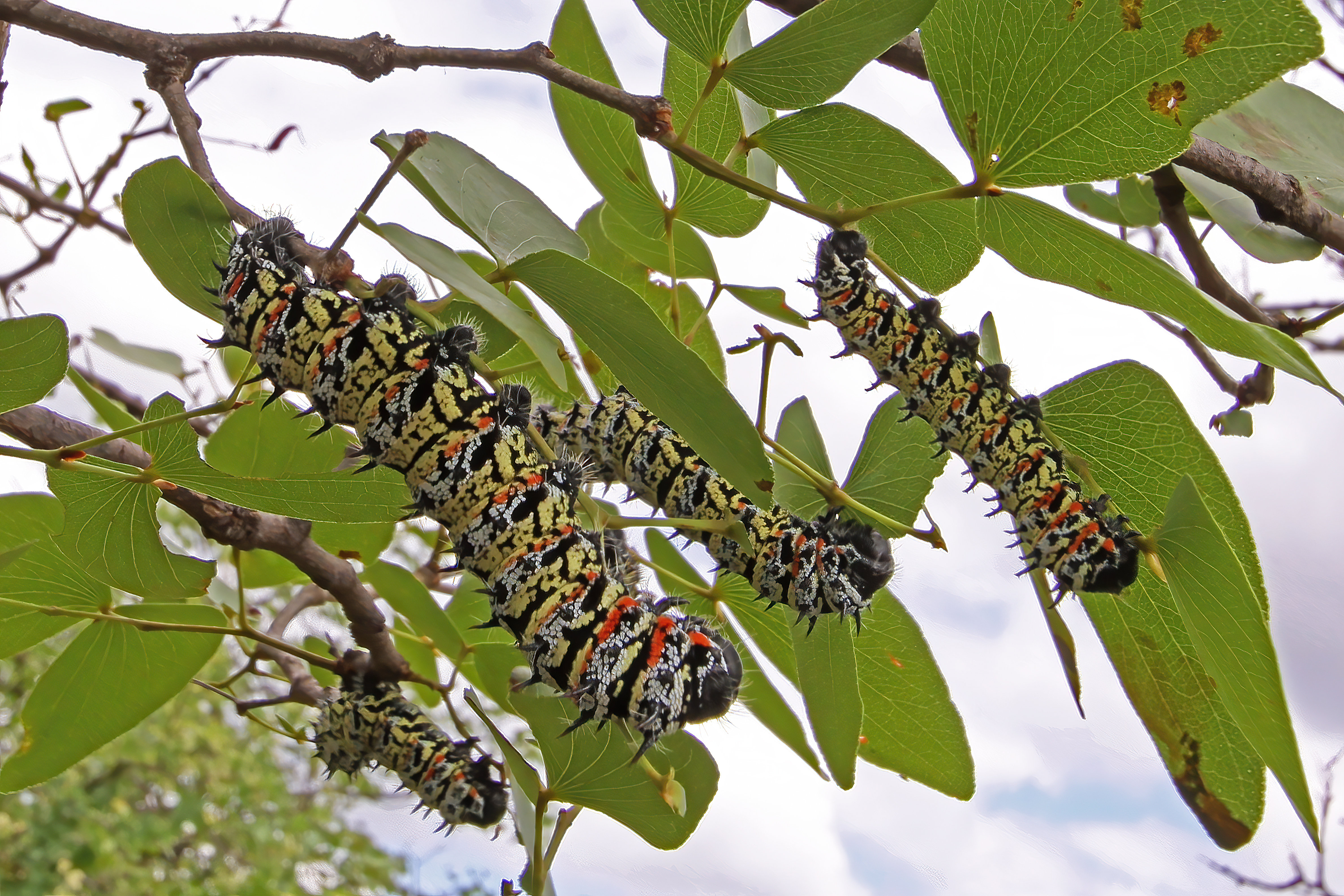
Гусениці мопане споживають листя
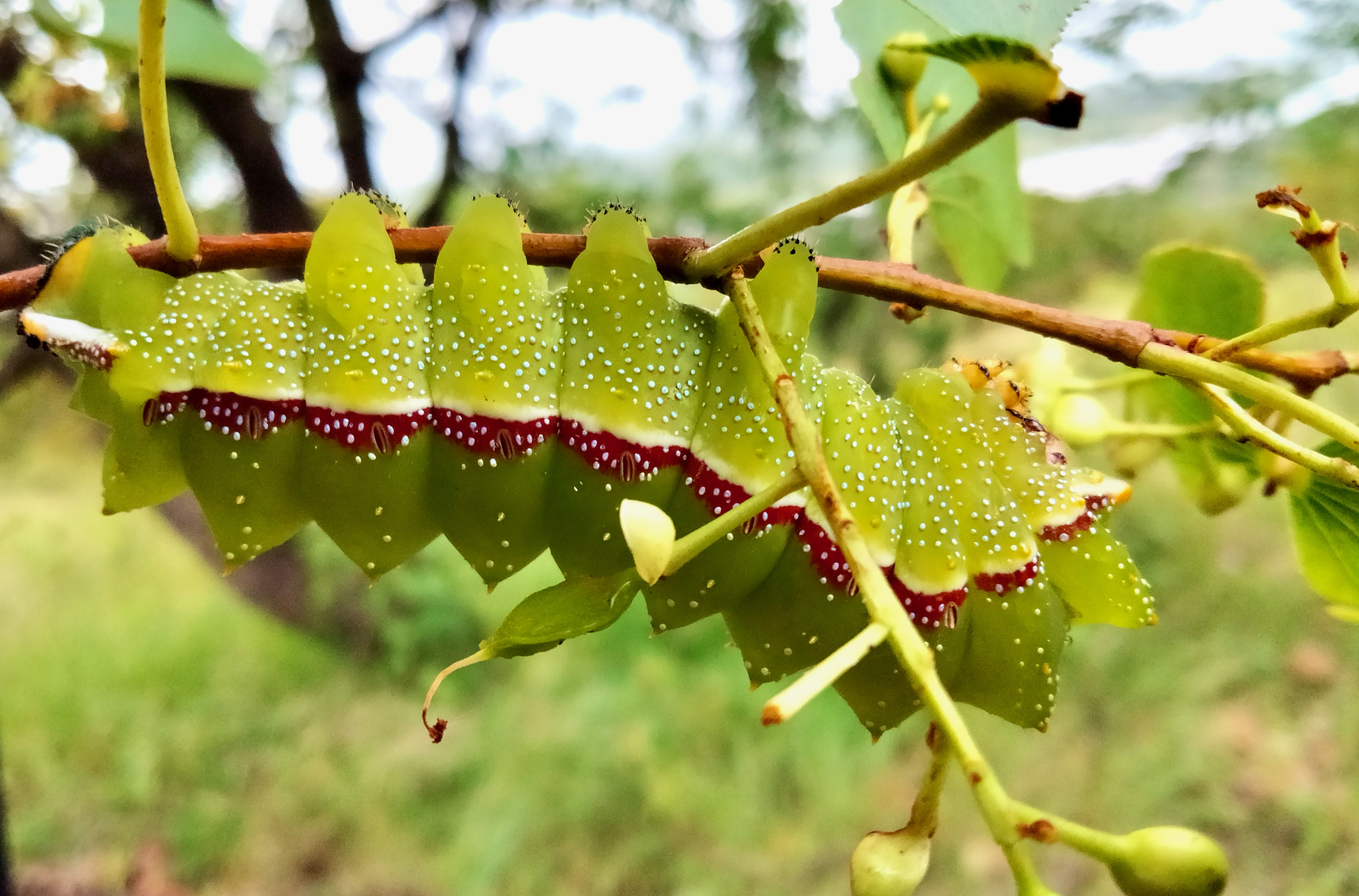
Так само їстівна гусениця чіпумі крапчастої імператорської молі, яка їсть листя на гілочці
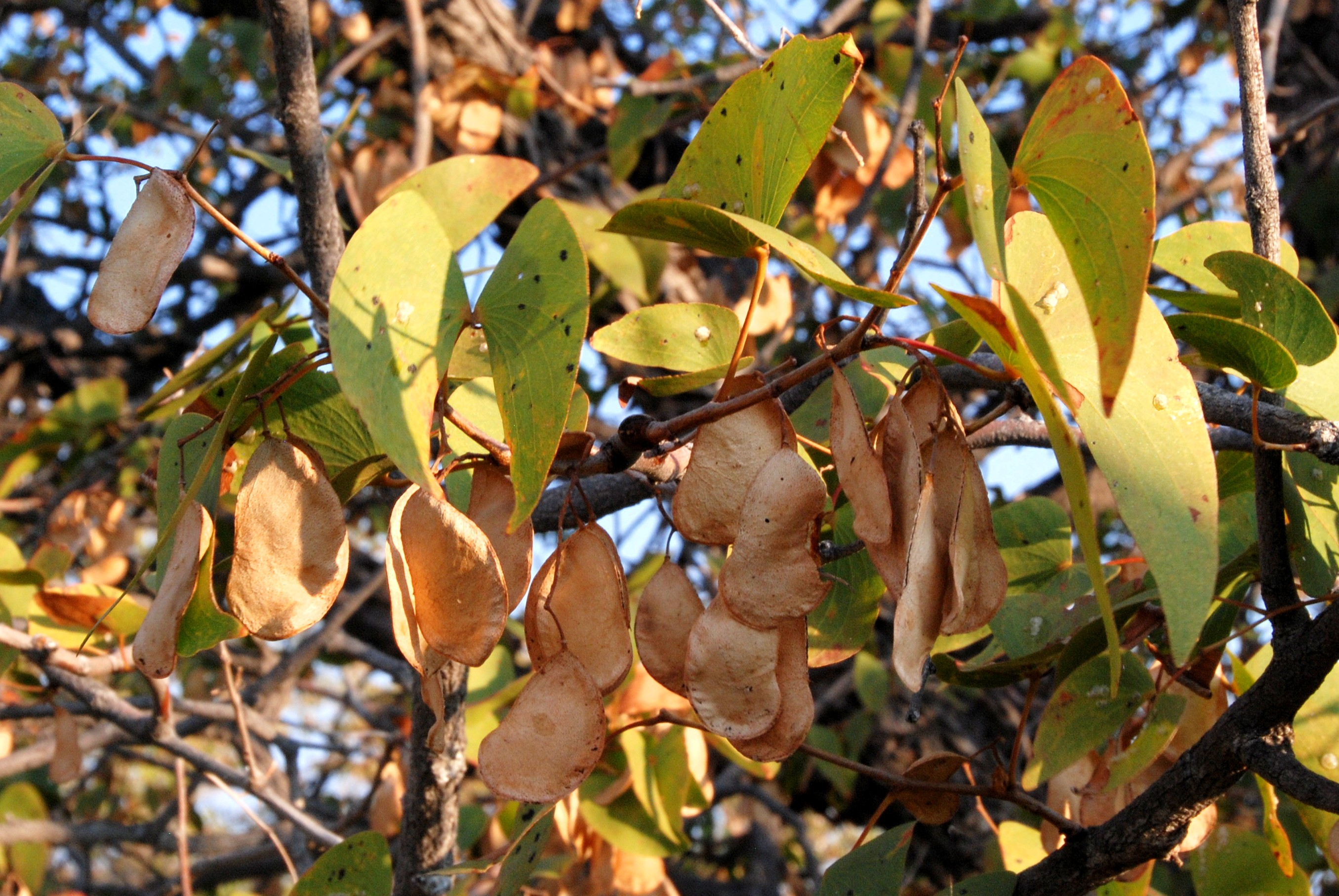
Зимове листя та сухі насіннєві коробочки в Намібії